# Carlo Farina
Carlo Farina (Mantua, 1600, aproximadamente-Viena, 1639) fue un violinista, director de orquesta y compositor italiano.

## Biografía
Nacido en Mantua. Posiblemente recibió sus primeras lecciones de su padre, quien era violista en la corte de la familia Gonzaga en esa ciudad. Más tarde llega a la educación superior a través de Salomone Rossi y de Giovanni Battista Buonamente. De 1626 a 1629,  se desempeñó como concertino en Dresde. En Dresde trabajó con Heinrich Schütz, quien se interesaba en componer. De 1629 a 1631, era un miembro prominente de la orquesta de la corte electoral en Bonn, hasta que regresó a Italia, donde trabajó en Parma y más tarde en Lucca hasta 1635. En 1635 ocupó una posición en la corte de Carlo I Cybo-Malaspina, duque de Massa y Carrara, y entre 1636 y 1637 en Gdansk. De 1638 viaja a Viena, lamentablemente muere a consecuencia de una plaga probablemente un año más tarde.
Está considerado como uno de los primeros virtuosos del violín e hizo muchas contribuciones a la técnica de dicho instrumento. Por ejemplo, en su obra Capriccio Stravagante (1627) utiliza el violín para imitar sonidos de animales como perros que ladran o gatos que luchan. Según el libro Orchestration de Cecil Forsyth, a él se le atribuye generalmente la invención de la técnica doble cuerda (a pesar de que casi un siglo antes la Regola rubertina de Ganassi (1542-1543) describe dicha técnica, lo que sugiere que era común entre los contemporáneos que tocaban la viola da gamba.).
Aparte de su linaje musical, a Carlo Farina se le concedió el título de Conde de Reggio di Calabria por Carlos Manuel II, duque de Saboya. Fue director musical en el Corte Real del Príncipe de Messa de 1626 a 1630.

## Obra
Durante su estancia en Dresde publicó cinco volúmenes, entre ellos sonatas para 2, 3 o 4 instrumentos y bajo cifrado. Las piezas tienen a menudo el mismo programa que el título. Por ello utiliza ritmos de baile polaco en la sonata La Polaca o motivos húngaros como en La Cingara.

## Composiciones
Todas las recolecciones son para instrumentos con arco y bajo cifrado:
- Libro delle pavane, gagliarde, brand: mascharata, aria franzesa, volte, balletti, sonate, canzone, a 2–4 voci e basso continuo (1626).
- Ander Theil newer Paduanen, Gagliarden, Couranten, französischen Arien, a 4 voci e  basso continuo (1627).[3]
- Il terzo libro delle pavane, gagliarde, brand: mascherata, arie franzese, volte, corrente, sinfonie, a 3–4 voci e basso continuo (1627).
- Il quarto libro delle pavane, gagliarde, balletti, volte, passamezi, sonate, canzon, a 2–4 voci e basso continuo (1628).
- Fünffter Theil newer Pavanen, Brand: Mascharaden, Balletten, Sonaten, a 2–4 voci, basso continuo (1628).

Además, siete ballets cortos subsisten en una copia manuscrita.